# São Paulo
|  | Aquest article tracta sobre la ciutat brasilera. Vegeu-ne altres significats a «São Paulo (desambiguació)». |

São Paulo (en català Sant Pau) és una ciutat del Brasil, també capital de l'estat de São Paulo i de la Regió Metropolitana de São Paulo. La ciutat és entre les més grans del món, amb un població metropolitana de 20,7 milions d'habitants (cens de 2022), és la ciutat més poblada d'Amèrica, de la lusofonia i de tot l'hemisferi sud. São Paulo és el principal centre financer i industrial del país.
Regions molt pròximes a São Paulo són considerades també com regions metropolitanes de l'Estat, com Campinas i Santos; altres grans ciutats pròximes són aglomeracions urbanes en procés de metropolització, com Jundiaí, Sorocaba i São José dos Campos. El total d'habitants d'aquestes àrees, sumades a la capital (dit Complex Metropolità Expandit i també conegut com a Macrometròpoli paulista), sobrepassa els 33 milions de persones (any 2019), aproximadament tres quartes parts de la població de tot l'estat.

## Història
La història de la ciutat de São Paulo transcorre paral·lelament a la història del Brasil al llarg d'aproximadament 450 anys de la seva existència, contra els més de cinc-cents anys del país. Durant els primers tres segles des de la seva fundació, la localitat va restar en un segon pla, ja sigui des del punt de vista polític o econòmic, Emperò, São Paulo va destacar en diversos moments com a escenari de diversos i importants moments de ruptura en la història del país. São Paulo sorgeix com una missió jesuïta, reunint en els seus primers territoris habitants d'origen tant europea com indígena. Amb el temps, el poblat va acabar distingint-se com a pol comercial i de serveis de relativa importància regional. Aquesta característica de ciutat comercial i de composició heterogènia l'acompanyen en tota la seva història.

### Període colonial
La regió que ara roman ocupada per la ciutat de São Paulo va formar part dels dominis del poble guaianà. Eren tribus caçadores-recol·lectadores i habitaven en coves. En el segle xix va ser declarat extint.

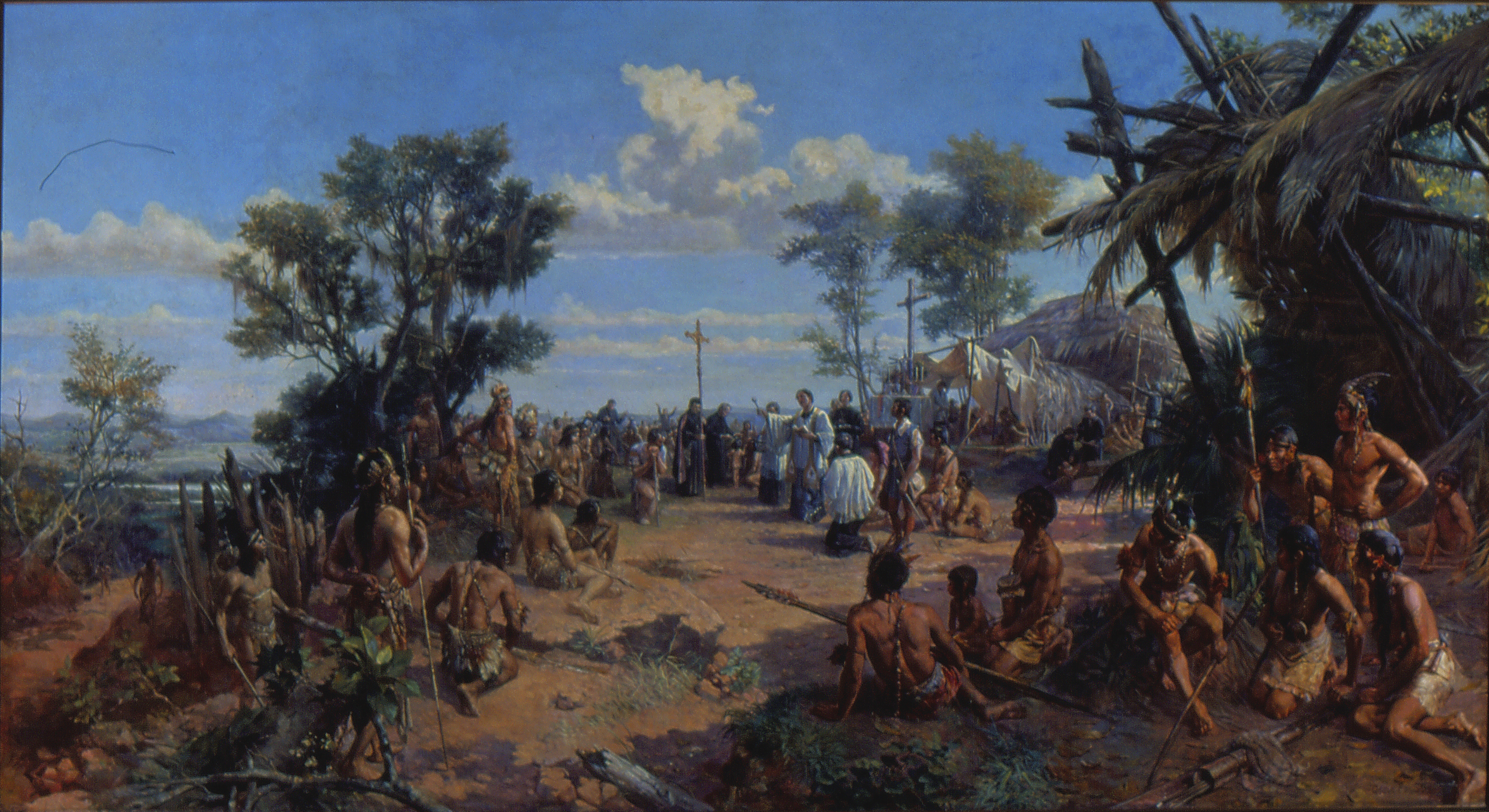
Fundació de la Ciutat de São Paulo (Oscar Pereira da Silva, 1909)

La vila de São Paulo de Piratininga, emmarcada en la Capitania de São Vicente, va ser fundada el 25 de gener de 1554 amb la construcció d'un col·legi jesuïta per part dels religiosos Manuel da Nóbrega i José de Anchieta, situat entre els rius Anhangabaú i Tamanduateí. El nom es va triar perquè el dia 25 de gener l'Església catòlica celebra la conversió de l'apòstol Sant Pau. Tal col·legi, que funcionava en un barracot rústic, tenia per finalitat la catequització dels pobles indígenes que vivien en la regió. El poblament va viure un primer repunt el 1560, quan Mem de Sá, governador general del Brasil colonial, va desplaçar la població de la vila de Santo André da Borda do Campo cap als voltants de l'escola, denominada Col·legi de São Paulo de Piratininga. D'aquesta forma, la vila de Santo André da Borda do Campo quedava extinta i São Paulo era elevada a la categoria de vila.
L'economia colonial girava entorn a l'extracció de recursos que es trobaven al litoral (pau-brasil, canya de sucre, espècies), així que no va caldre millorar les infraestructures que connectessin la capital (Salvador) i els ports amb l'altiplà brasiler. São Paulo va romandre, durant més d'un segle, una vila pobra i aïllada del centre de gravetat de la colònia, i es mantenia gràcies a l'economia de subsistència. Al segle xvii va començar a São Paulo l'activitat dels bandeirantes, que es van dispersar per l'interior del continent a la cacera d'indis i la cerca de metalls i pedres precioses, a més d'ampliar les fronteres brasileres cap a l'oest. Això va permetre el creixement del municipi, que el 23 d'abril de 1683 va ser declara la capital de la capitania.
El descobriment d'or a la regió de Minas Gerais va atraure l'atenció de Lisboa. La corona portuguesa va reagrupar les capitanies del sud i el 1709 va crear-ne la de São Paulo i Mines d'Or, amb capital a São Paulo, que seria elevada a la categoria de ciutat en 1711. La capitania va patir diverses escissions, d'on van sorgir les capitanies de Minas Gerais, Santa Catarina, Goiás i Mato Grosso. Quan es va esgotar l'or, a finals del segle XVIII, la fèrtil capitania de São Paulo va esdevenir una zona exportadora de productes agrícoles (sucre, cotó, herba mate o cafè), mentre la ciutat s'encarregava de fabricar-ne derivats i dirigir-ne la producció fins al port de Santos. Va ser en aquella època que es va construir la primera carretera moderna a São Paulo, precisament en direcció al port santista.

### Al Brasil independent
A començaments del segle XIX São Paulo es va seguir considerant una mera ciutat "provinciana". Malgrat això, va ser escenari d'episodis de transcendència per al país: per exemple, és on l'any 1822 es va declarar la independència del Brasil pel llavors príncep regent i des d'aleshores emperador Pere I. De fet, un any després del Crit d'Ipiranga, el monarca va atorgar el títol de Ciutat Imperial a São Paulo. El 1828 s'hi va instal·lar la primera facultat de dret, cosa que va donar un nou impuls al creixement de la ciutat amb el fluix d'estudiants i professors. En aquest període, la província va començar a rebre una gran quantitat d'immigrants, especialment italians, molts dels quals es van establir a la capital i a São Carlos, i van començar a instal·lar-hi les primeres indústries. Des de mitjan segle XIX São Paulo passa a beneficiar-se de les línies fèrries que uneixen l'interior de l'estat amb el port de Santos.

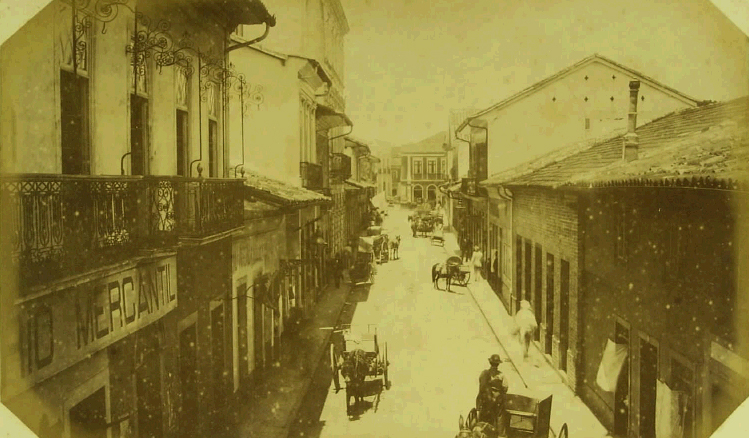
Rua do Comércio, 1887

La ciutat començà a guanyar un enorme poder amb el desenvolupament de l'economia cafetera, que atrau una gran lleva d'immigrants japonesos. A més del principal pol econòmic del Brasil, també va esdevenir un dels estats amb major pes polític, en especial durant l'etapa de la política del cafè amb llet, sistema que va dirigir el país durant les dècades del 1910 i 1920. La ciutat també va arrabassar-li a Rio de Janeiro la capitalitat cultural del Brasil, amb l'obertura de museus i teatres o amb la celebració de la Setmana d'Art Modern de 1922. El crac del 29 i el subsegüent esfondrament de les exportacions de cafè, a més de la recentralització del govern Vargas a partir de 1930, van limitar el poder dels paulistes al país. En aquella època la ciutat va viure importants mobilitzacions: la Revolta Paulista del 1924 contra el govern del President Artur Bernardes, o la Revolució Constitucionalista de 1932 contra el totalitarisme de Getúlio Vargas.
En la segona meitat del segle XX va donar-se l'arribada de centenars de milers de brasilers vinguts principalment de la regió Nord-est del Brasil. La ciutat va patir grans canvis urbans, pel que fa a la construcció de vies ràpides, la canalització del riu Tietê i la inauguració del metro. També va ser una de les ciutats on van créixer més faveles, suposant un gran desequilibri socioeconòmic entre els veïns del centre i els nouvinguts de la perifèria. Als anys 60, São Paulo va posar-se al capdavant de la llista de ciutats més poblades del Brasil, amb gairebé 4 milions de persones.

## Geografia
São Paulo està ubicada al costat de la conca del riu Tietê, i les subconques dels rius Pinheiros i Tamanduateí tenen un paper important en la seva configuració. São Paulo té una altitud mitjana de 760 metres. El punt més alt del municipi de São Paulo és el cim del Jaraguá amb 1.135 m, localitzat al Parc Estatal del Jaraguá, a la serra de Cantareira. La zona nord de la ciutat està travessada pel Tròpic de Capricorn.
L'intens procés de conurbació actualment en curs al gran São Paulo ha fet inefectives les fronteres administratives entre els municipis de la regió, i ha creat una gegantesca àrea metropolitana al centre de la qual hi ha la capital de l'estat. S'estén a municipis com Santo André, São Bernardo do Campo, São Caetano do Sul (tots tres conformen l'anomenada ABC Paulista), Diadema, Osasco i Guarulhos, entre d'altres. Els límits del municipi són els municipis de Caieiras i Mairiporã al nord; Guarulhos al nord-est; Itaquaquecetuba, Poá i Ferraz de Vasconcelos a l'est; Mauá, Santo André, São Caetano do Sul, São Bernardo do Campo, Diadema i novament São Bernardo al sud-est; São Vicente, Mongaguá i Itanhaém al sud; Juquitiba, Embu-Guaçu, Itapecerica da Serra, Embu, Taboão da Serra, Cotia i Osasco a l'oest; i Santana de Parnaíba i Cajamar al nord-oest. La Regió Metropolitana de São Paulo està constituïda per 39 municipis, i és la tercera aglomeració urbana més gran d'Amèrica.

### Clima
El clima de São Paulo és considerat subtropical (tipus Cwa segons Köppen), amb disminució de pluges a l'hivern i temperatura mitjana anual de 19 graus Celsius, amb hiverns tous i estius amb temperatures moderadament altes, augmentades per l'efecte de la pol·lució i de l'altíssima concentració d'edificis. El mes més calent, gener, té una temperatura mitjana de 22 °C i el mes més fred, juliol, de 16 °C. São Paulo és la tercera capital més freda del Brasil, superada només per Curitiba, en primer lloc, i Porto Alegre en segon, i supera fins i tot, a causa de l'altitud, la marítima Florianópolis, localitzada més al sud.

## Turisme

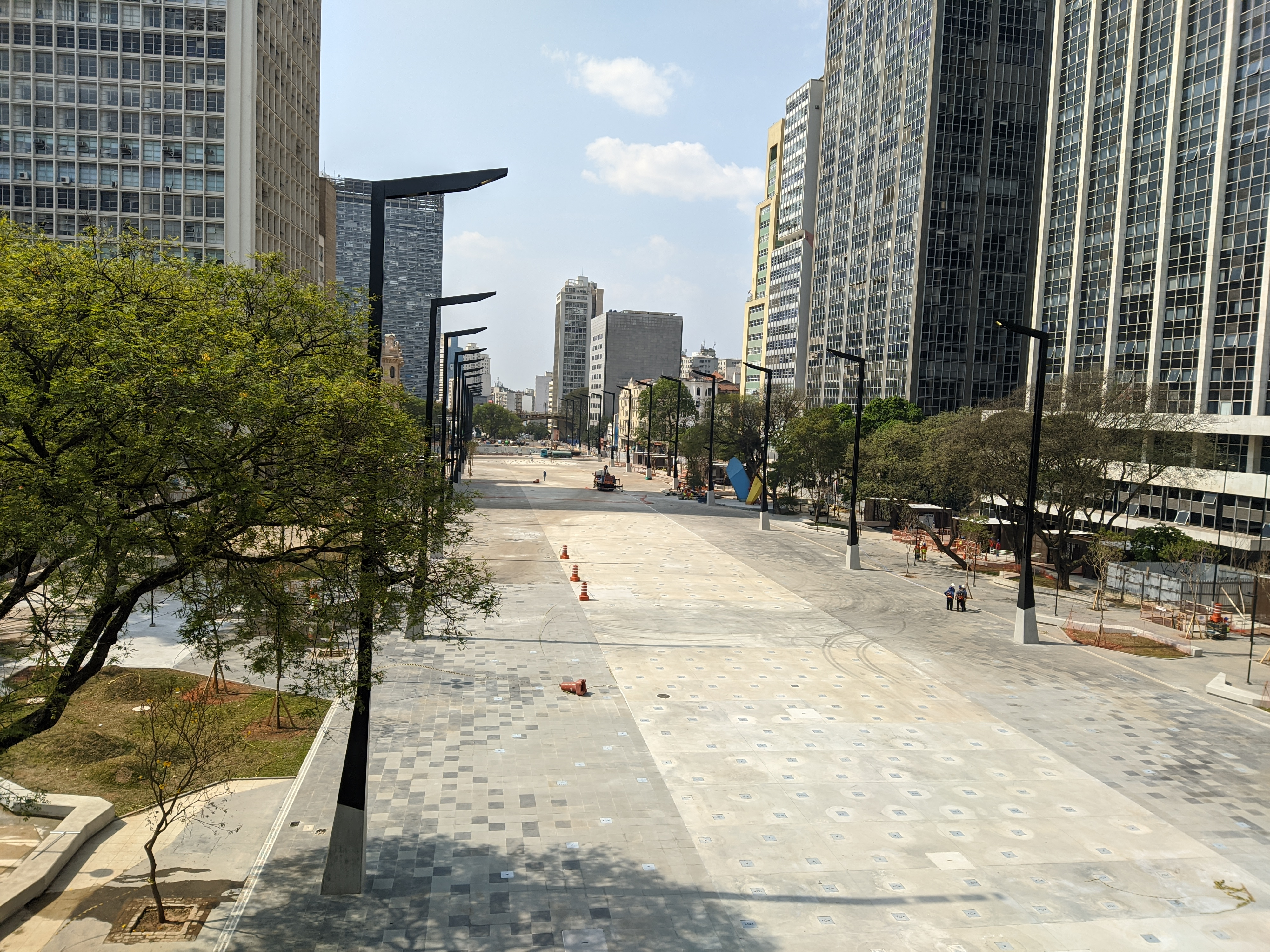
Vall d'Anhangabaú.

São Paulo no està situada entre les ciutats més turístiques del Brasil, tot i que destaca pel turisme de negocis (fires, convencions...). São Paulo és la llar de museus d'art com el Museu d'Art de São Paulo (MASP), inaugurat per la reina Elisabet II, o la Pinacoteca do Estado, de l'Orquestra Simfònica do Estado de São Paulo, i d'una àmplia varietat de teatres i locals d'espectacles; esdevenint un destí de turisme intern cultural. També se celebren macroactivitats culturals i esportives, com les curses al circuit de Fórmula 1 Autódromo José Carlos Pace (Interlagos) o diversos festivals musicals que atrauen públic d'arreu.
La ciutat té una variada diversitat ètnica a la seva àrea metropolitana, amb forta influència italiana, portuguesa, espanyola, àrab i japonesa, entre altres influències. Ha aprofitat aquest mestissatge i ser reconeguda per la seva variada i sofisticada cuina internacional, que va des de la xinesa a la francesa, de la cuina ràpida als restaurants cinc estrelles. Hi ha aproximadament 62 tipus diferents de cuines a São Paulo, i més de 12.000 restaurants. Altres establiments com bars, pubs, lounges i discoteques proporcionen també una gran varietat d'estils musicals.

### Llocs d'interès

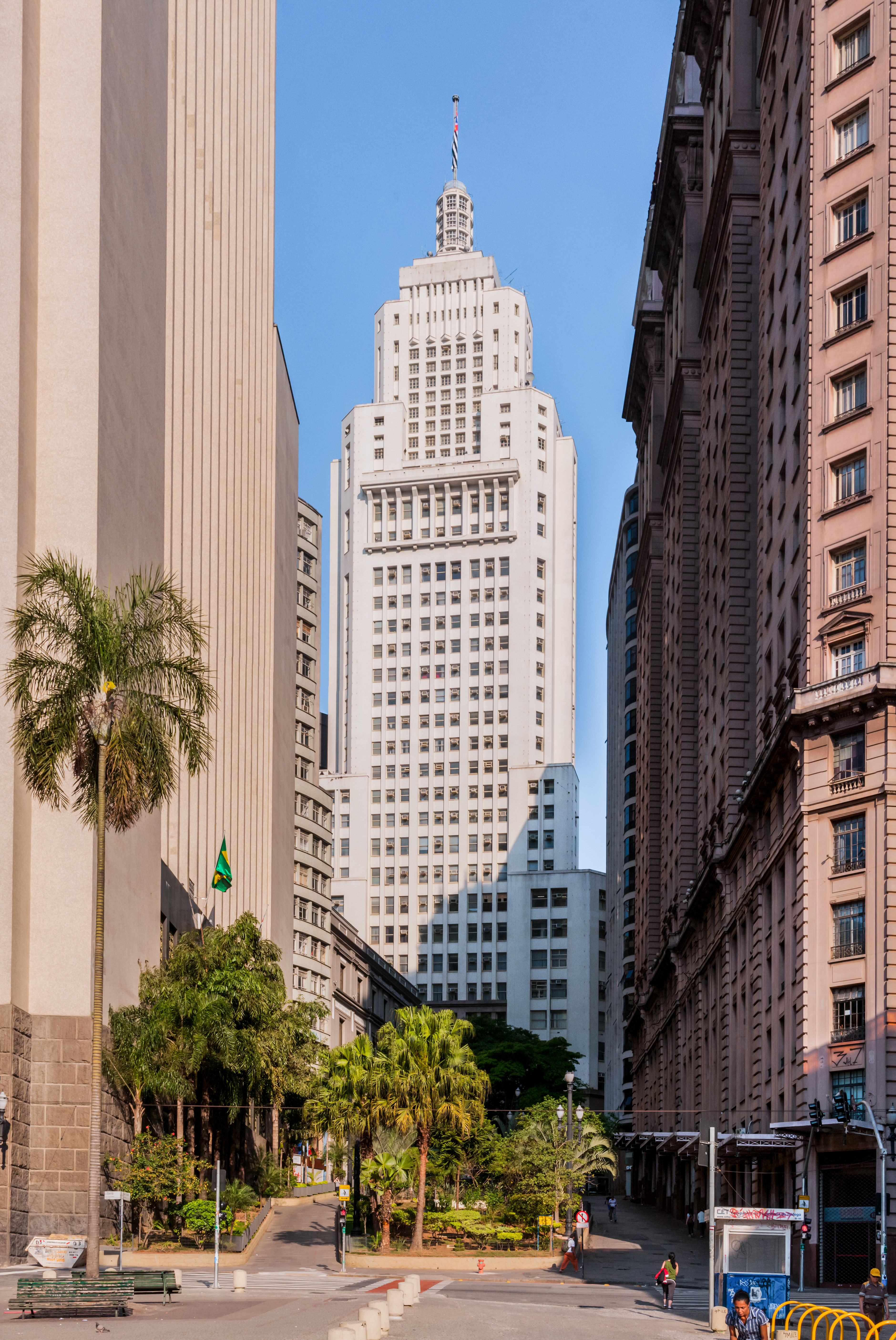
Edifici Banespa.

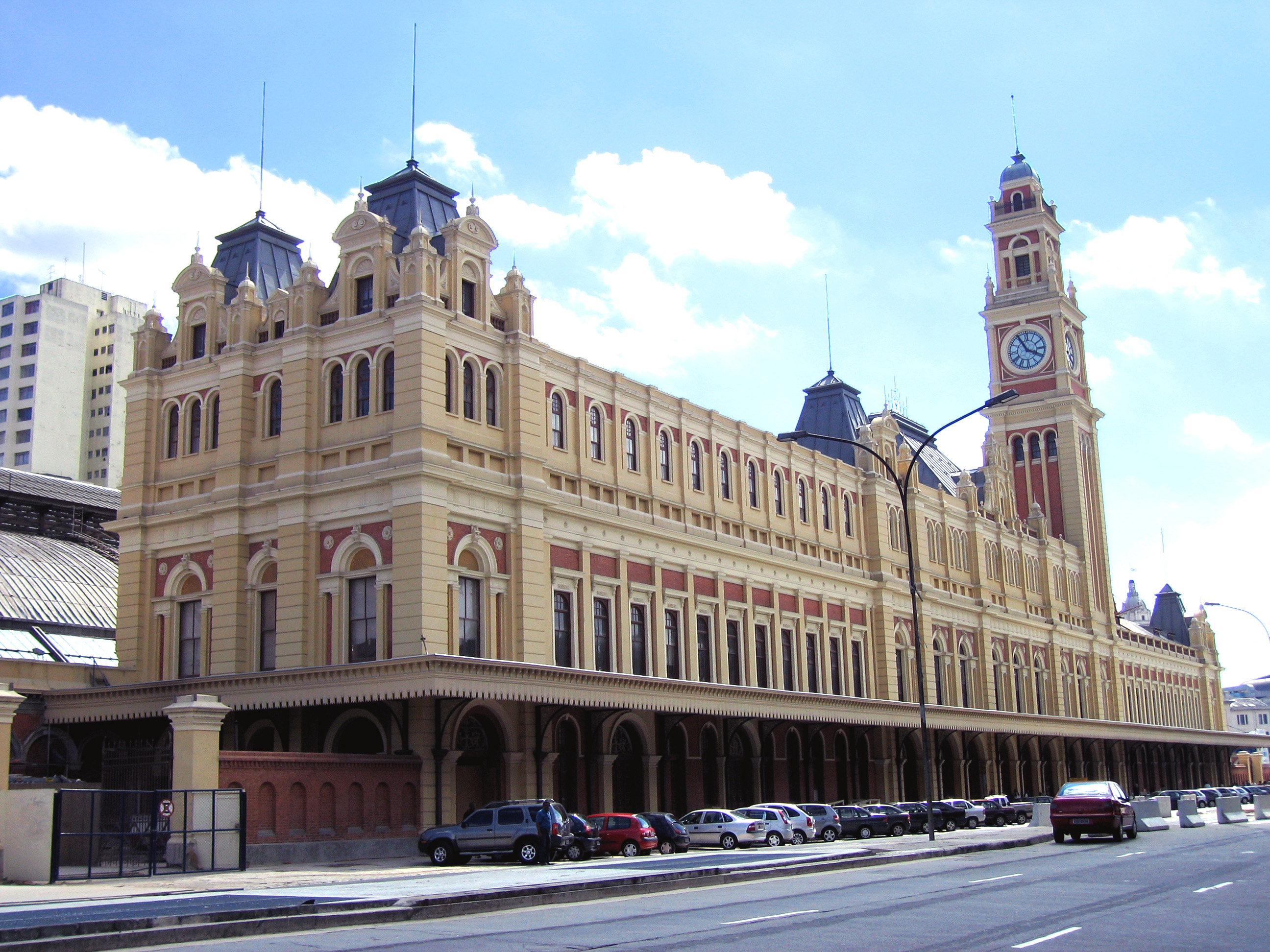
Estació de la Llum (Estação da Luz).

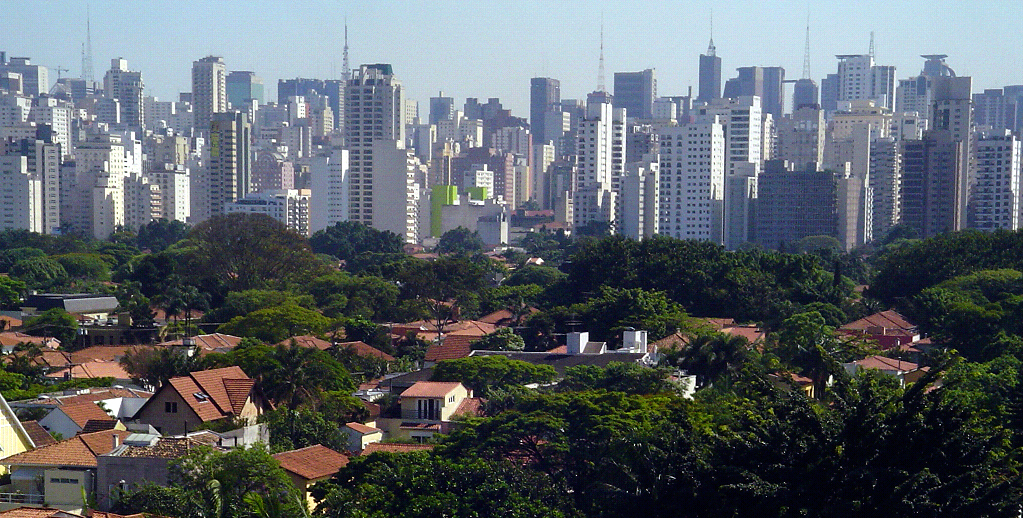
imatge de Jardins

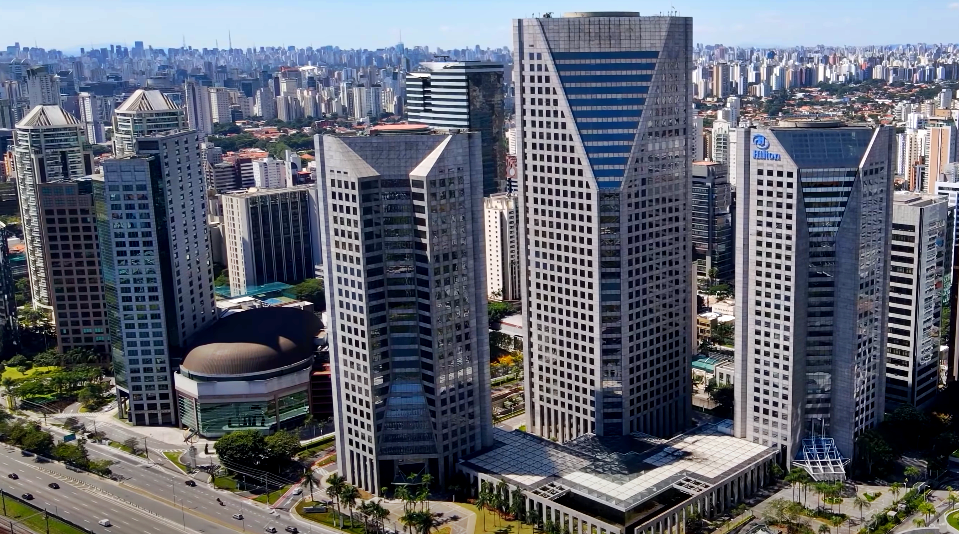
Centre de finances internacional al districte de Brooklin.

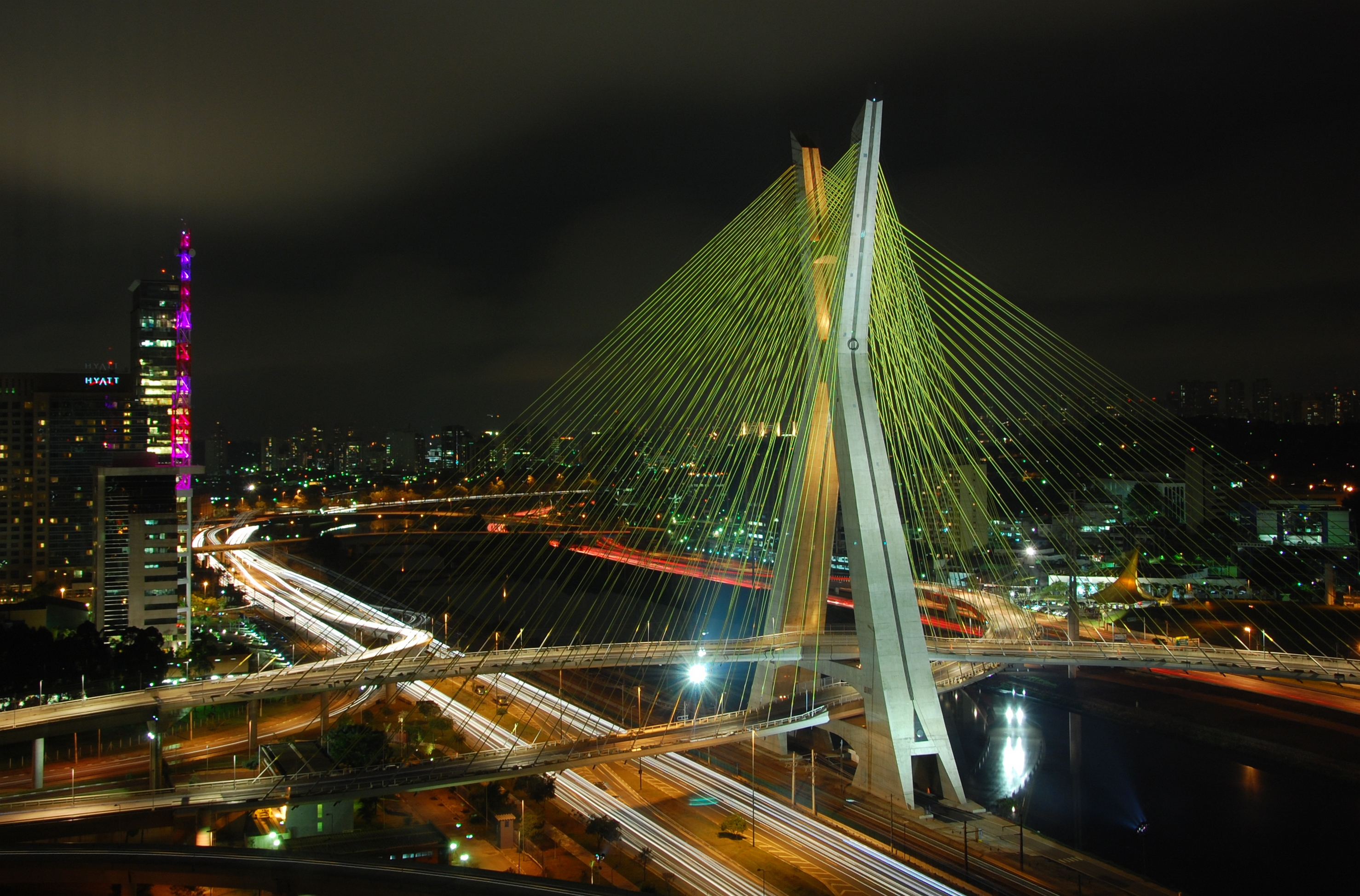
Pont Octavio Frias de Oliveira.

- Avinguda Paulista, una de les avingudes més importants de la ciutat, seu de molts centres culturals i museus, com el MASP i el Centro Cultural Itaú.
- Brooklin, el districte financer de São Paulo.
- Edifici Altino Arantes (edifici Banespa), gratacel amb observatori i museu dissenyat a l'estil de l'Empire State.
- Catedral da Sé, la catedral de la ciutat.
- Edifici Copan, dissenyat per Oscar Niemeyer al barri de Centre. Construït entre 1951 i 1966, el seu disseny dona a l'edifici una sensació de moviment i innovació.
- Edifici Itàlia, gratacel amb observatori.
- Sede do BankBoston, gratacel.
- Estació da Luz, històrica estació de ferrocarril construïda entre 1895 i 1901.
- Parc d'Ibirapuera (el segon parc més gran de la ciutat (el Parque do Carmo és el més gran), seu de diversos museus i diversos edificis dissenyats per l'arquitecte Oscar Niemeyer, com l'Oca i l'Auditori d'Ibirapuera.
- Mooca, el districte italià de la ciutat.
- Liberdade, el districte asiàtic (São Paulo té la colònia japonesa més gran del món fora del Japó) de la ciutat.
- Mercat Municipal, el mercat històric de la ciutat.
- Teatre Municipal de São Paulo, el magnífic teatre d'òpera, construït a inicis del segle xx.
- Museu d'Art Sacra, un museu d'art reli (museum of religious art located in a colonial convent).
- Museu Paulista o Museu do Ipiranga, museu construït on es proclamà la Independència del Brasil l'any 1822.
- Museu de la Llengua Portuguesa, situat a l'interior de l'Estação da Luz).
- Pátio do Colégio, lloc fundacional de la ciutat, antiga escola-missió jesuïta.
- Pinacoteca do Estado de São Paulo, important museu d'art.
- Praça da Sé, plaça on està situada la catedral i centre de la ciutat.
- Centres comercials (coneguts com a Shoppings) com Center Leste Aricanduva, Iguatemi, Ibirapuera, Morumbi, Eldorado, Pátio Higienópolis, Anália Franco, Cidade Jardim, entre d'altres.

## Cultura
São Paulo és un important centre cultural, essent considerat lloc d'origen d'una sèrie de moviments artístics i estètics al llarg de la seva història, especialment durant tot el segle xx. Rivalitza amb Rio de Janeiro com a seu de les principals institucions culturals del país. La ciutat posseeix una àmplia xarxa de teatres, cases d'espectacles, bars, institucions d'ensenyament, museus i galeries d'art. Tal complex cultural està localitzat generalment a la zona cèntrica de la ciutat o en els seus voltants.

### Teatres

Teatre Municipal de São Paulo.

Molts historiadors sostenen que la primera actuació teatral del Brasil se celebrà a São Paulo. El jesuïta canari José de Anchieta (1534-1597) va escriure petites obres que foren representades pels nadius indis. Però no fou fins a inicis del segle xx que les representacions agafaren força i el teatre assolí gran puixança. Fou a São Paulo on la companyia professional Teatro Brasileiro de Comédia realitzà la seva primera representació. Als anys 60 es realitzaren a la ciutat grans representacions de teatre. Destacà el Teatro de Arena, compost per un grup d'estudiants de l'Escola de Arte Dramática, fundada per Alfredo Mesquita el 1948. També durant aquesta època proliferaren les obres amb temàtica referent a la història brasilera (Zumbi, Tiradentes). El Teatro de Arena fou un important centre democràtic contrari a la dictadura militar, un període marcat per la censura. El Teatro Oficina també va tenir un paper important. Avui dia es representen a la ciutat tot tipus d'actuacions en nombrosos teatres, des de música clàssica, ballet fins a actuacions d'avantguarda.

### Museus
- Museu d'Art de São Paulo

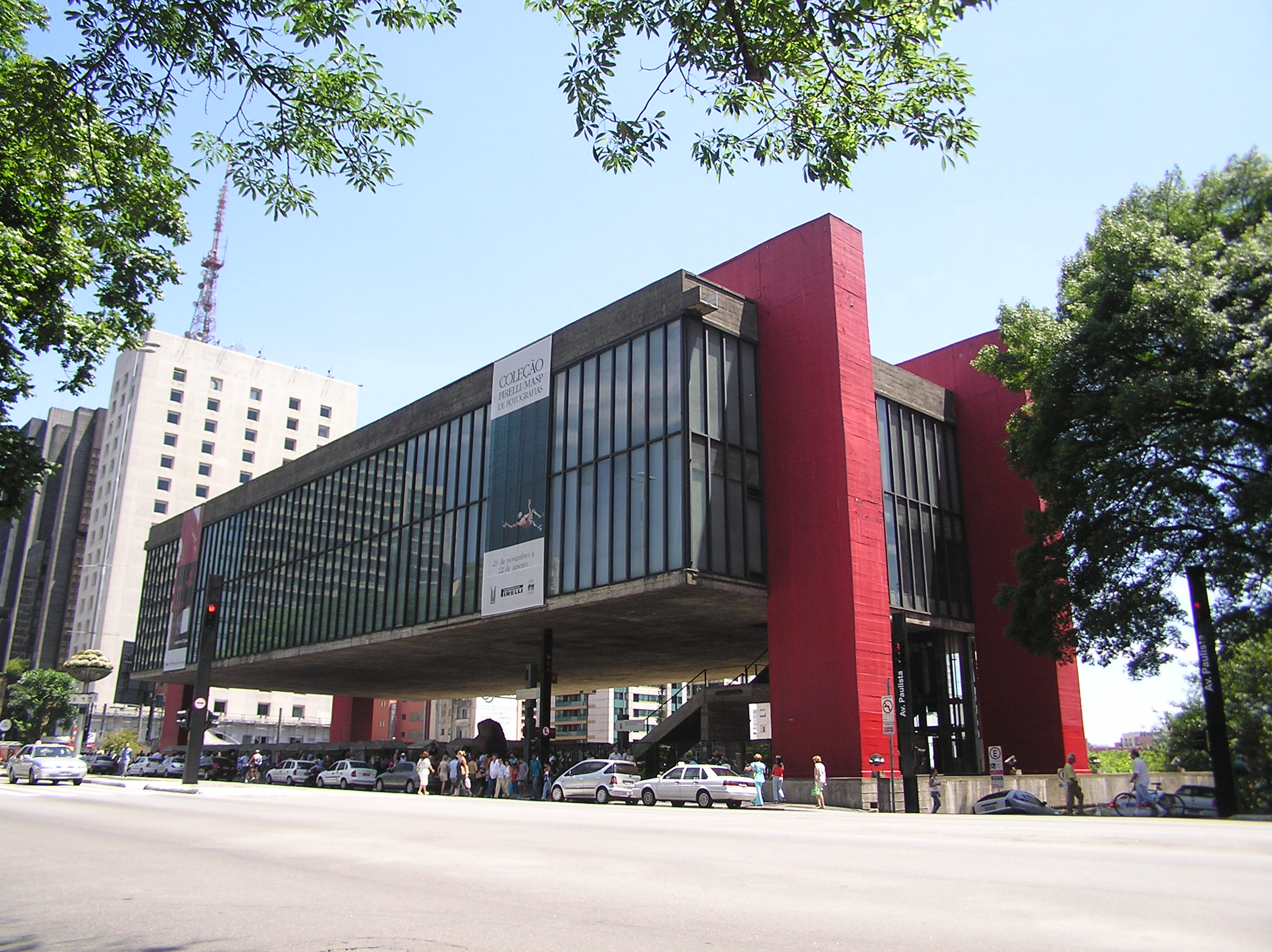
Museu d'Art de São Paulo.

El museu fou fundat pel periodista Assis Chateaubriand i per Pietro Maria Bardi. L'actual edifici fou obert el 1968, dissenyat per Lina Bo Bardi. Conegut com a MASP, té una de les col·leccions d'art europeu més importants d'Amèrica Llatina, amb obres de Degas, Renoir, Modigliani i Bonnard, entre d'altres.
- Museu do Ipiranga

El primer monument construït especialment per preservar la memòria de la independència del Brasil fou obert el 7 de setembre de 1895 amb el nom de Museu de Ciências Naturais. El 1919 esdevingué un museu històric. La seva col·lecció d'aproximadament 100.000 objectes comprèn treballs d'art, mobiliari, roba i altres objectes que algun cop pertanyeren a celebritats que prengueren part en la història brasilera, des d'exploradors a emperadors. També té una biblioteca d'uns 100.000 llibres i el Centro de Documentação Histórica amb uns 40.000 manuscrits.
- Memorial da América Latina

Amb uns 78.000 metres quadrats, el Memorial da América Latina fou concebut pel sociòleg Darcy Ribeiro com un lloc per a la integració dels països llatinoamericans amb les seves arrels i cultures. El Memorial és seu del Parlament Llatinoamericà. Dissenyat per l'arquitecte brasiler Oscar Niemeyer, el complex té un pavelló d'exposicions permanent, així com una biblioteca amb llibres, diaris, revistes, videos, pel·lícules i documents sobre la història d'Amèrica Llatina, i un auditori amb capacitat per a 1.679 persones.

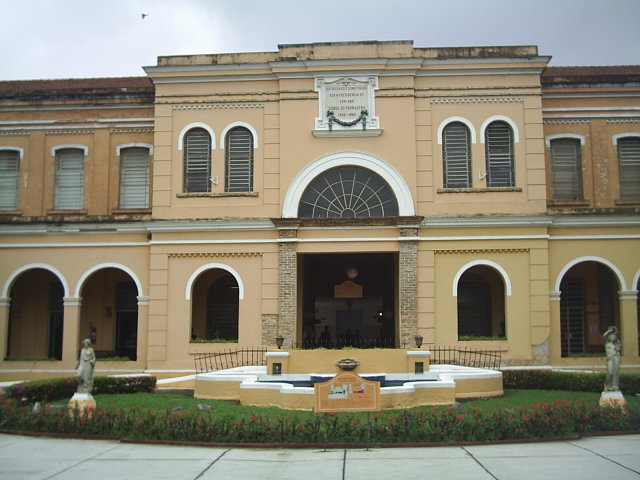
Memorial de l'immigrant.

- Museu da Imigração e Memorial do Imigrante

Obert com a Hospedaria do Imigrante (hostal de l'immigrant). Fou construïda el 1886-1888 a Brás amb la intenció d'acollir immigrants i ajudar-los a trobar treball. Fins al 1978 va recollir gent de més de 60 nacionalitats. Actualment com a museu recull gran quantitat d'informació i documents sobre la immigració al país.
- Museu de Zoologia da USP

Ocupa una àrea de 700 m² i mostra animals de la fauna tropical del país. La biblioteca, especialitzada en zoologia, té modernes utilitats i equipament per servir tant a la comunitat científica com al públic en general. Té més de 73.850 treballs, dels quals 8.473 són llibres i 2.364 són diaris.
- Acervo do Palácio dos Bandeirantes

El Palau dels Bandeirantes és la seu del Govern Estatal. A l'edifici s'hi troba una important col·lecció d'objectes d'art d'artistes brasilers com Portinari, Aldo Bonadei, Djanira, Almeida Júnior, Victor Brecheret, Ernesto de Fiori i Aleijadinho. També té mobiliari colonial, pells i objectes d'argent. En estil eclèctic, les seves parets estan cobertes de panells que descriuen la història de São Paulo.
- Museu da Imagem e do Som

Obert el maig de 1990, el museu de la imatge i el so té per objectiu preservar manifestacions de música, cinema, fotografia i arts gràfiques. També organitza concerts i festivals de cinema, vídeo i fotografia, així com exhibicions d'art gràfiques.

### Música

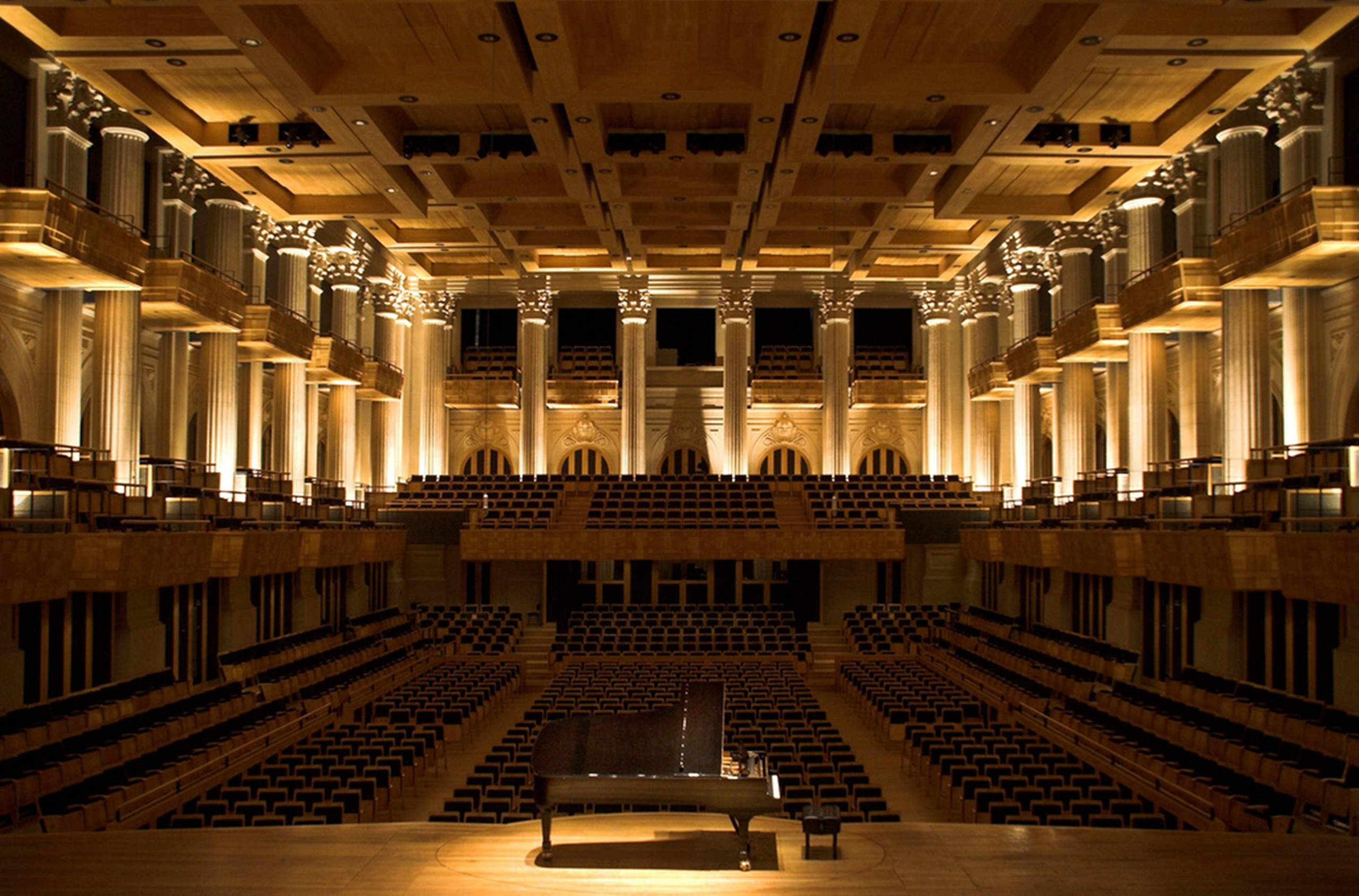
Sala São Paulo.

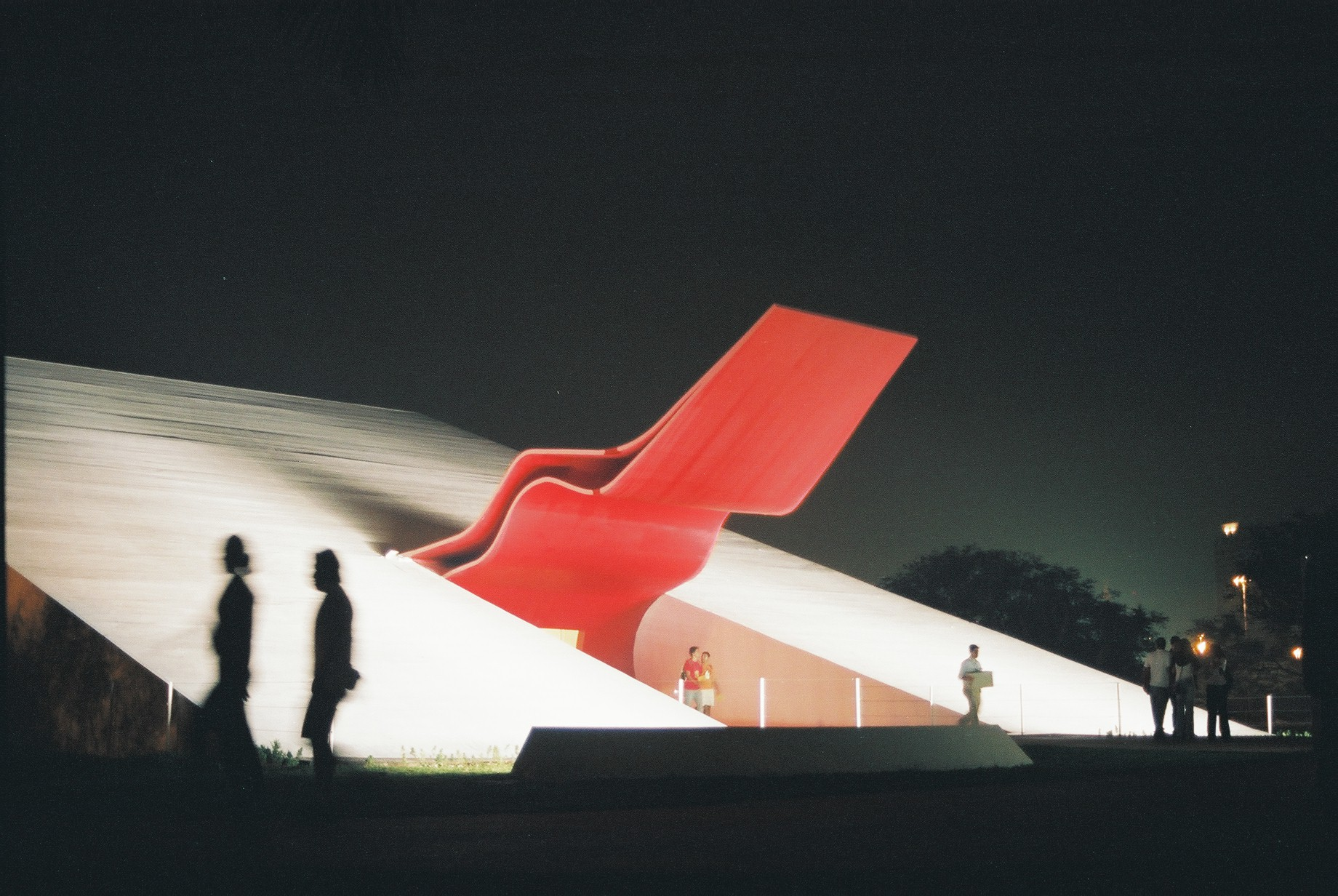
Auditori d'Ibirapuera.

Una de les manifestacions amb més referències a São Paulo és la música. Molts han estat els compositors que ha donat la ciutat, des d'Adoniran Barbosa, compositor i cantant de samba amb força èxit durant l'era de la ràdio; el grup de samba nascut a la dècada dels 40 Demônios da Garoa; fins al grup de rock psicodèlic dels anys 60 i 70 Os Mutantes o, més recentment, el raper Emicida. També ha donat importants compositors de música clàssica com Osvaldo Lacerda o Amaral Vieira. Una guitarrista i professora valenciana a destacar que va passar part de la seva vida a São Paulo i Rio de Janeiro és Josefina Robledo Gallego, que es va convertir en la principal divulgadora de l'escola del mestre Tàrrega al Brasil.
São Paulo té dos importants teatres d'òpera, el Teatre Municipal de São Paulo i el Theatro São Pedro, així com nombroses sales de concerts com la Sala São Paulo. També destaca l'Orquestra Sinfônica do Estado de São Paulo (OSESP), una de les més prestigioses d'Amèrica Llatina. En quasi totes aquestes entitats musicals hi treballà durant molts anys fins a la seva mort el director d'orquestra italià, nacionaltzat brasiler Edoardo de Guarnieri, donant a conèixer tant les òperes de compositors internacionals com les obres del folklore brasiler.

### Literatura

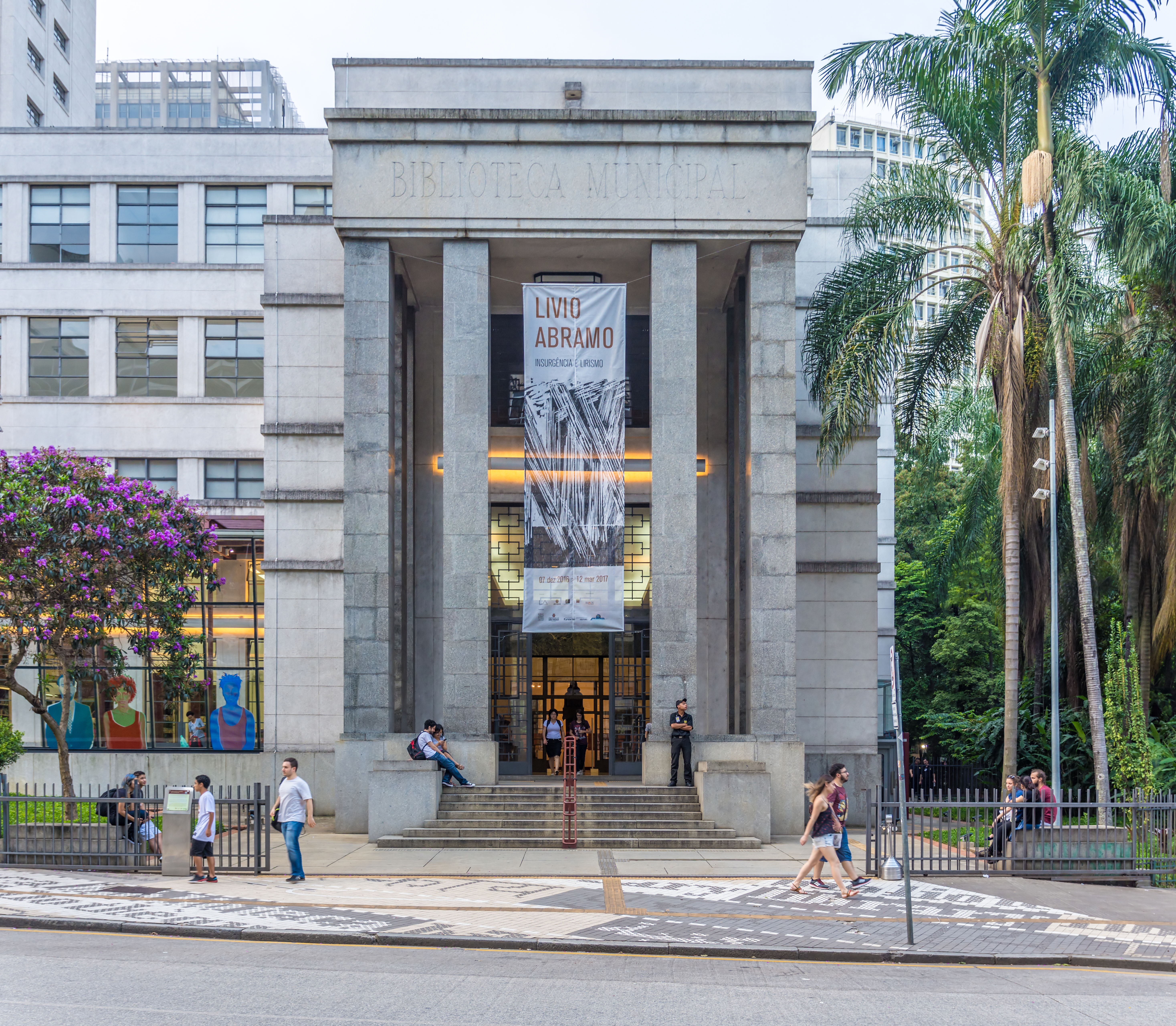
Biblioteca Mário de Andrade.

São Paulo fou la llar dels primers missioners jesuïtes del Brasil, al segle xvi. Aquests van escriure a la corona portuguesa sobre la nova terra, els nadius indígenes i també compongueren algunes peces de poesia i música sobre el catecisme. Entre ells destacaren Manuel da Nóbrega i José de Anchieta, qui vivien a la propera colònia anomenada Piratininga, i ajudaren a registrar el lèxic i la gramàtica de la llengua tupí.
El 1922, el moviment modernista brasiler se centrà a la ciutat de São Paulo, amb la celebració de la Setmana d'Art Modern. Entre ells destacaren Mário de Andrade i Oswald de Andrade.

## Educació
São Paulo és un dels principals centres d'ensenyament del Brasil, amb destacades institucions d'ensenyament. Les tres universitats públiques de la ciutat són:
- Universitat de São Paulo (USP), fundada el 1934.
- Universidade Federal de São Paulo (UNIFESP)
- Universidade Estadual Paulista (UNESP), fundada el 1976.

També existeixen algunes institucions privades com:
- Pontifícia Universidade Católica de São Paulo (PUC-SP), religiosa, creada el 1946.
- Universidade Paulista (UNIP), la major universitat privada.
- Universidade Presbiteriana Mackenzie, de l'església presbiteriana, fundada el 1870.

## Esports

### Futbol

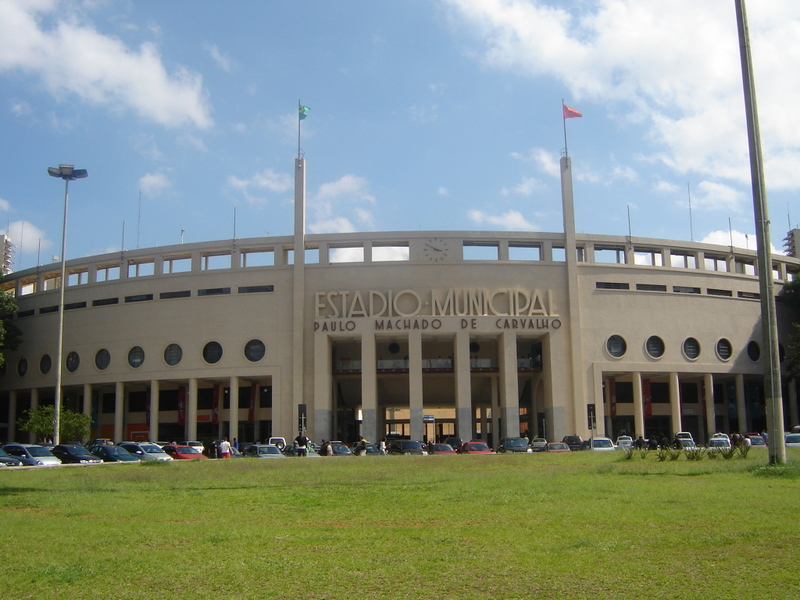
Estadi Pacaembu.

Com a la resta del Brasil, el futbol és amb molta diferència l'esport més important de la ciutat. El clubs més grans de São Paulo són el Corinthians, São Paulo i Palmeiras (en aquest ordre, el segon, tercer i quart equips més populars del país). També hi ha altres clubs més petits destacats com la Portuguesa, el Juventus i el Nacional. Un altre club popular a la ciutat és el Santos FC, de la propera ciutat de Santos.
São Paulo va ser una de les ciutats seu de la Copa del Món de Futbol de 2014.

#### Clubs de futbol
| Club         | Lliga                     | Estadi                                         | Fundació |
| ------------ | ------------------------- | ---------------------------------------------- | -------- |
| São Paulo FC | Série A del Brasil        | Estadi Morumbi 80.000 (138.032 rècord)         | 1930     |
| Corinthians  | Série A del Brasil        | Estádio Parque São Jorge 18.000                | 1910     |
| Palmeiras    | Série A del Brasil        | Estádio Palestra Itália 29.173 (40.283 rècord) | 1914     |
| Portuguesa   | Série B del Brasil        | Estádio do Canindé 19.717 (25.000 rècord)      | 1920     |
| Juventus     | 2a divisió lliga paulista | Estádio Rua Javari 4.000 (9.000 rècord)        | 1924     |
| Nacional     | 3a divisió lliga paulista | Estádio José Cavalcanti 11.000                 | 1919     |

### Cursa de San Silvestre
La cursa de San Silvestre de São Paulo (Corrida de São Silvestre) es disputa anualment el dia de Cap d'any. Es creà l'any 1925, essent la més famosa del món d'aquest tipus de curses.

### Gran Premi del Brasil

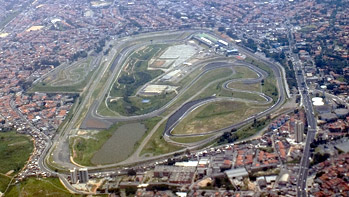
Circuit Carlos Pace de Interlagos, seu del Gran Premi del Brasil.

El Gran Premi del Brasil de Fórmula 1 (Grande Prêmio do Brasil) es disputa a l'Autódromo José Carlos Pace d'Interlagos contínuament des del 1990. El primer any en què es disputà el GP fou el 1973. La Fórmula 1 té molts seguidors a la ciutat i ha donat grans pilots com Emerson Fittipaldi, José Carlos Pace, Ayrton Senna, Felipe Massa i Rubens Barrichello.

### Altres esports
El voleibol, el basquetbol i el tennis també tenen molts seguidors a la ciutat. Hi ha diversos clubs poliesportius a la ciutat amb gran tradició, essent els més importants els següents: Esporte Clube Pinheiros (waterpolo, voleibol, natació, basquetbol i handbol), Clube Atlhetico Paulistano (basquetbol), Esporte Clube Banespa (voleibol, handbol i futbol sala), Associação Atlética Hebraica (basquetbol), São Paulo Athletic Club (rugbi XIII), Clube de Regatas Tietê i Clube Atlético Ypiranga.

### Esdeveniments esportius internacionals
Aquests són els principals esdeveniments esportius que han estat disputats a la ciutat de São Paulo:
- 1950 - Copa del Món de futbol
- 1963 - Jocs Panamericans (molts esports)
- 1971 - Campionat del Món de bàsquet femení
- 1977 - Campionat del món de voleibol femení sots 20
- 1983 - Campionat del Món de bàsquet femení
- 1993 - Lliga Mundial de voleibol
- 1994 - Campionat del món de voleibol femení
- 2000 - Campionat del Món de Clubs de futbol
- 2002 - Jocs Sud-americans (molts esports)
- 2005 - Copa del Món de gimnàstica artística
- 2006 - Jocs Mundials de Policies i Bombers (molts esports)
- 2006 - Campionat del Món de bàsquet femení
- 2006 - Final de la Copa del Món de gimnàstica artística
- 2007 - Jocs Internacionals per a Cecs
- 2014 - Copa del Món de Futbol de 2014

## Crítiques
São Paulo és la ciutat més important del Brasil, amb una població que frega els 11,5 milions de persones (cens de 2022). Ha estat criticada pel seu alt cost de vida i va ser classificada com una de les ciutats més lletges del món segons Forbes el 2013 i Harvard Business Review el 2015. La ciutat no ha escapat de la crisi del sector immobiliari del segle xxi, que ha disparat els preus de l'habitatge (compra i lloguer) i ha encarit sobremanera el cost de vida.
El trànsit és un altre dels maldecaps de la població paulista. El temps mitjà destinat a traslladar-se de casa a la feina o al centre d'estudis és d'aproximadament tres hores per dia. La manca de manteniment dels carrers i vies ràpides, la inseguretat en el transport públic i l'èxode dels paulistes que han hagut de marxar a viure als municipis propers tot i continuar treballant a la capital, són algunes de les causes de l'increment de congestions de trànsit i, consegüentment, de la pol·lució.
La ciutat concentra gairebé 1/4 de totes les persones sense llar al Brasil, segons l'Observatori Brasiler de Polítiques Públiques (37.200 sensellars paulistes, per un total 158.057 al Brasil, dades de 2021). Actualment té una greu epidèmia de problemes de drogues amb més d'1,2 milions d'usuaris de drogues que viuen a la ciutat, segons l'IBGE (2019), incloent-hi diverses persones addictes al crac que viuen als carrers, especialment a la regió central de São Paulo coneguda com a Cracolândia.

## Ciutats agermanades
| - Abidjan, Costa d'Ivori (1981) - Alta Floresta (Brasil) (1995) - Amman, Jordània (1997) - Asunción, Paraguai (1998) - Bamako, Mali (2000) - Barcelona, Catalunya (1985) - Budapest, Hongria (2000) - Buenos Aires, Argentina (1999) - Cluj-Napoca, Romania (2000) - Coimbra, Portugal (1996) - Còrdova, Espanya (2001) - Damasc, Síria (1999) - Erevan, Armènia (1999) - Funchal, Portugal (1998) - Góis, Portugal (2000) - l'Havana, Cuba (1997) - La Paz, Bolívia (1999) - La Plata, Argentina (1988) - Lima, Perú | - Leiria, Portugal (1996) - Lisboa, Portugal (1995) - Luanda, Angola (1993) - Macau, República Popular de la Xina (1999) - Milà, Itàlia (1962) - Mendoza, Argentina (1998) - Norfolk, Estats Units (1988) - Montevideo, Uruguai (2001) - Naha, Japó (1998) - Osaka, Japó (1985) - Pequín, República Popular de la Xina (1999) - Presidente Franco, Paraguai (1994) - San Cristóbal de La Laguna, Espanya (1990) - Santiago de Chile, Xile (1998) - Santiago de Compostel·la, Espanya (2000) - San José, Costa Rica - Seül, Corea del Sud (1997) - Shanghai, República Popular de la Xina (1988) - Toronto (Canadà) (1999) |